# Mișu Popp
Pour les articles homonymes, voir Popp.
Mișu Popp, né le 19 mars 1827 à Brașov et mort dans cette même ville le 6 mars 1892, est un peintre roumain. C'est un représentant de l'académisme qui s'est illustré dans les portraits et la peinture religieuse. Avec son ami Constantin Lecca (ro) et le lithographe Carol Szathmari, Popp fit partie du groupe d'artistes qui ont influencé de façon significative la peinture roumaine en Transylvanie au XIXe siècle.

## Galerie

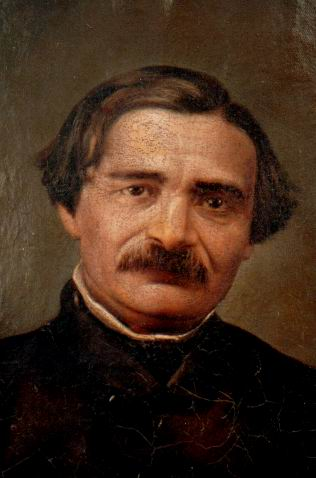
Portrait de Ion Heliade Rădulescu.
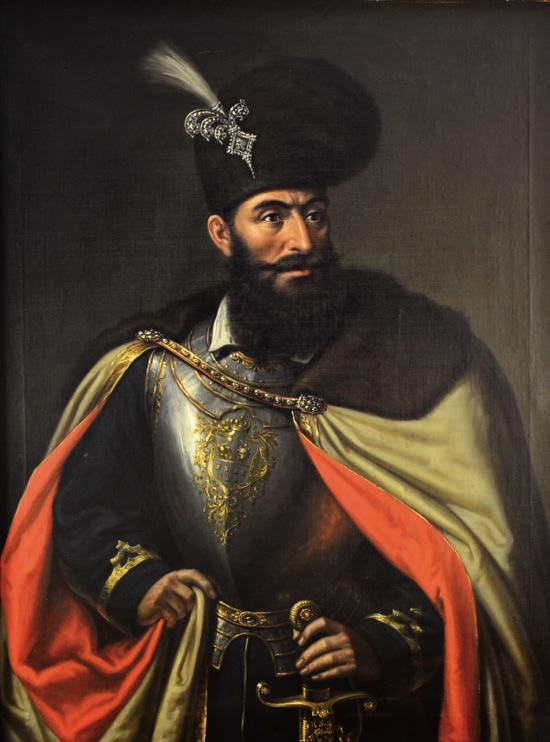
Portrait de Michel Ier le Brave.
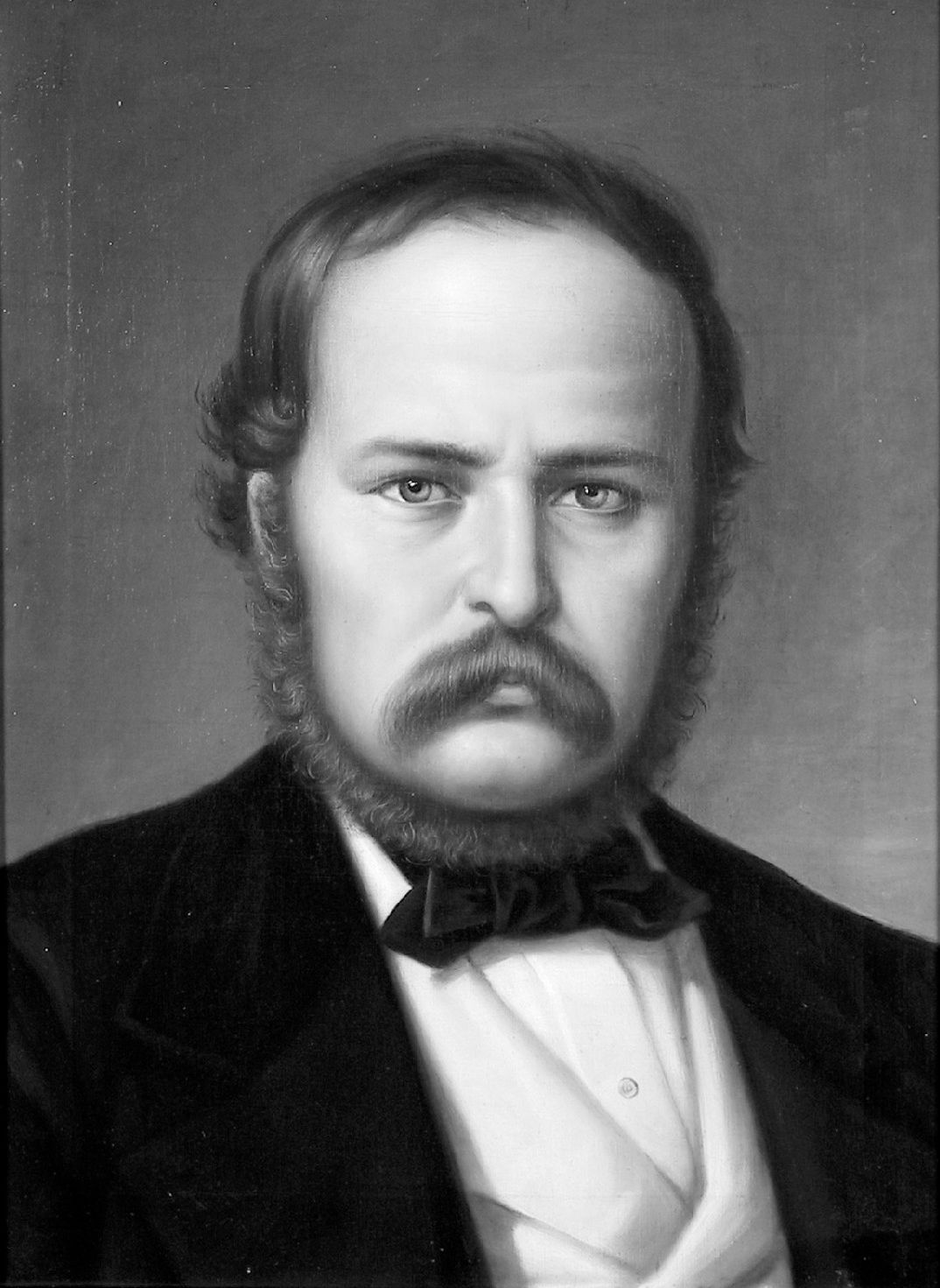
Portrait d'Andrei Mureșanu.
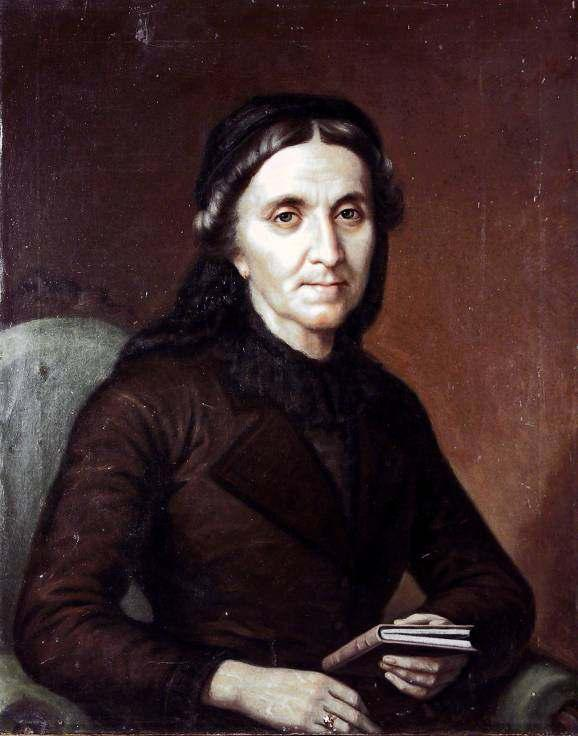
Portrait de Sevastia Panovici.
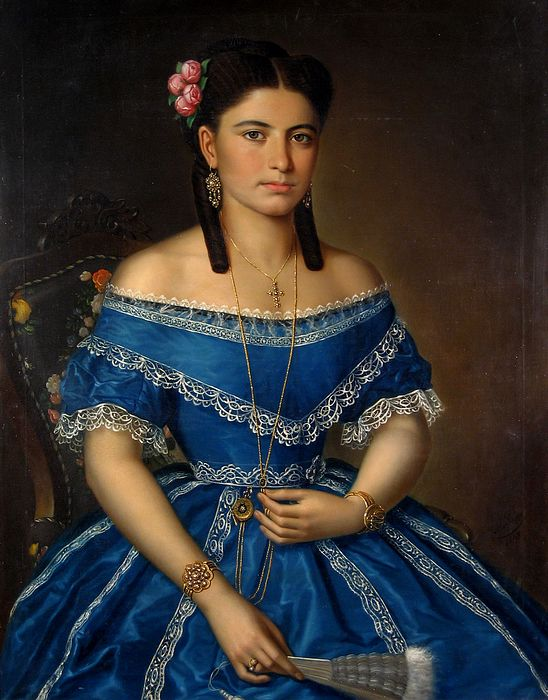
Dame en bleu.
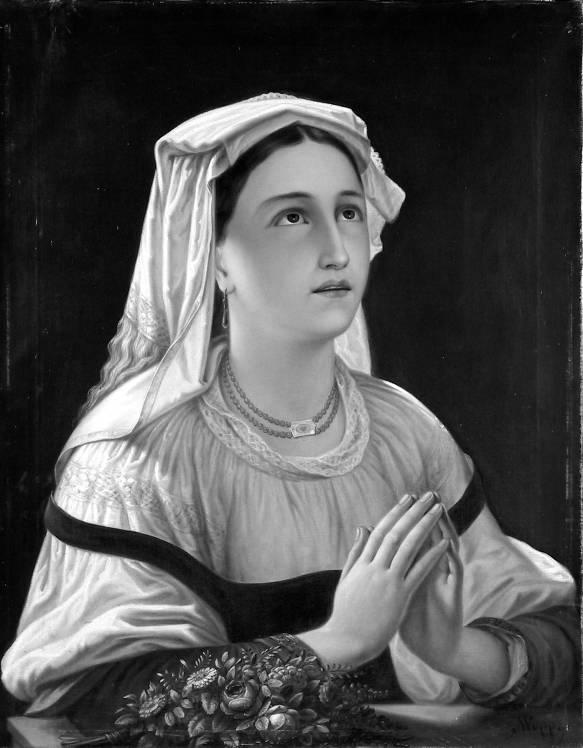
Paysanne italienne priant.